# 恩加拉姆河
恩加拉姆河（英語：Ngalamu River）是莫桑比克和马拉维的一条河流，位于阿馬蘭巴湖以西，经纬度为14°24′0″S 35°41′0″E / 14.40000°S 35.68333°E。